# Konstantin Tsiolkovski
Konstantin Edoeardovitsj Tsiolkovski (Russisch: Константин Эдуардович Циолковский) (Izjevskoje (bij Rjazan), 17 september [O.S. 5 september] 1857 – Kaloega, 19 september 1935) was een Rus van Poolse afkomst. Hij was wiskundeleraar op een middelbare school en wordt gezien als de vader van de raketwetenschap.
Gedurende zijn leven heeft Tsiolkovski zijn ideeën en theorieën in een aantal boeken verwerkt waarvan het boek De ontdekking van de ruimte door de raketwetenschap (oorspronkelijke Russische titel: Исследование мировых пространств реактивными приборами; Issledovanieje mirovych prostranstv reaktivnymi priborami; "Ruimteonderzoek door middel van jet-aangedreven apparaten") het bekendste was.

## Biografie

### Jeugd
Tsiolkovski werd geboren in een middenklassengezin in het dorp Izjevskoje (tegenwoordig gelegen in de oblast Rjazan). Konstantin, die als koosnaam Kostja had, was het vijfde kind uit een gezin met 18 kinderen. Zijn vader, een Poolse migrant, werkte als boswachter. Op tien of elfjarige leeftijd werd Konstantin ziek, resulterend in blijvende doofheid. Hij reed op een tobogan (soort slede) toen de winter inviel en vatte kou, maar er traden complicaties op. Hij kon nog wel iets horen, maar niet veel. Hij omschreef het later als een martelgang. Op school ging het ook niet goed. Toen hij 14 was, mocht hij van school af en was vanaf toen op zichzelf aangewezen. Hierdoor ontstond bij hem de rest van zijn leven de drang om te leren. Hij schreef later dat hij behalve zijn boeken geen andere leraren had.
Op 16-jarige leeftijd stuurden zijn ouders hem naar Moskou. Hij was vaak te vinden in de Tsjertkovskaja-bibliotheek, die over een uitgebreide collectie beschikte. Hij toonde belangstelling voor analytische mechanica, astronomie, wiskunde, natuurkunde, scheikunde en klassieke literatuur. Hij kon zich financieel echter nauwelijks bedruipen; zijn familie kon niet veel geld missen. Het weinige dat hij ontving, spendeerde hij aan zwavelzuur, boeken, stukjes pijpleiding en andere benodigdheden voor experimenten. Er schoot nauwelijks geld over om te eten en de jonge Konstantin leefde op een dieet van zwartbrood. Zoiets als aardappels of thee vond hij zonde van het geld.

### Interesse in ruimtevaart gewekt
In 1865 publiceerde Jules Verne zijn boek Van de Aarde naar de maan. Omstreeks deze tijd ontwikkelde hij zijn belangstelling voor ruimtevaart. In tegenstelling tot zijn tijdgenoten toetste hij de praktische haalbaarheid van de door Verne beschreven methode. Het afschieten van een ruimteschip door middel van een groot kanon achtte hij onhaalbaar; de daarbij optredende versnellingskrachten waren dodelijk voor de bemanning. Tijdens zijn verblijf in Moskou ontmoette hij filosoof en schrijver Nikolaj Fjodorov. Deze verkondigde zijn mening aan de jonge Konstantin, dat de mensheid uiteindelijk onsterfelijk zou worden. De hierdoor ontstane bevolkingsgroei zou hen noodzaken het heelal te koloniseren.

### Latere leven

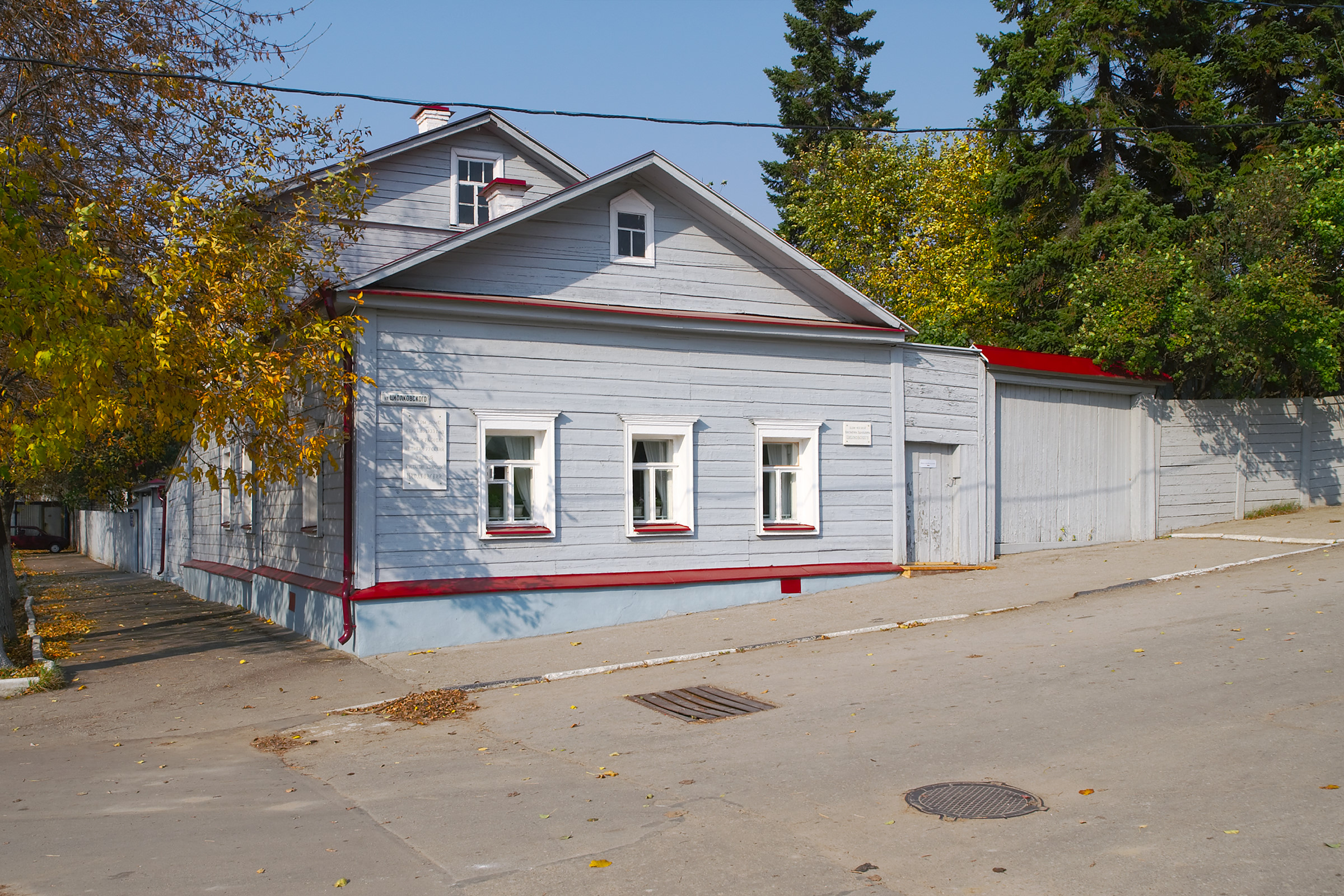
Het huis van Tsiolkovski te Kaloega

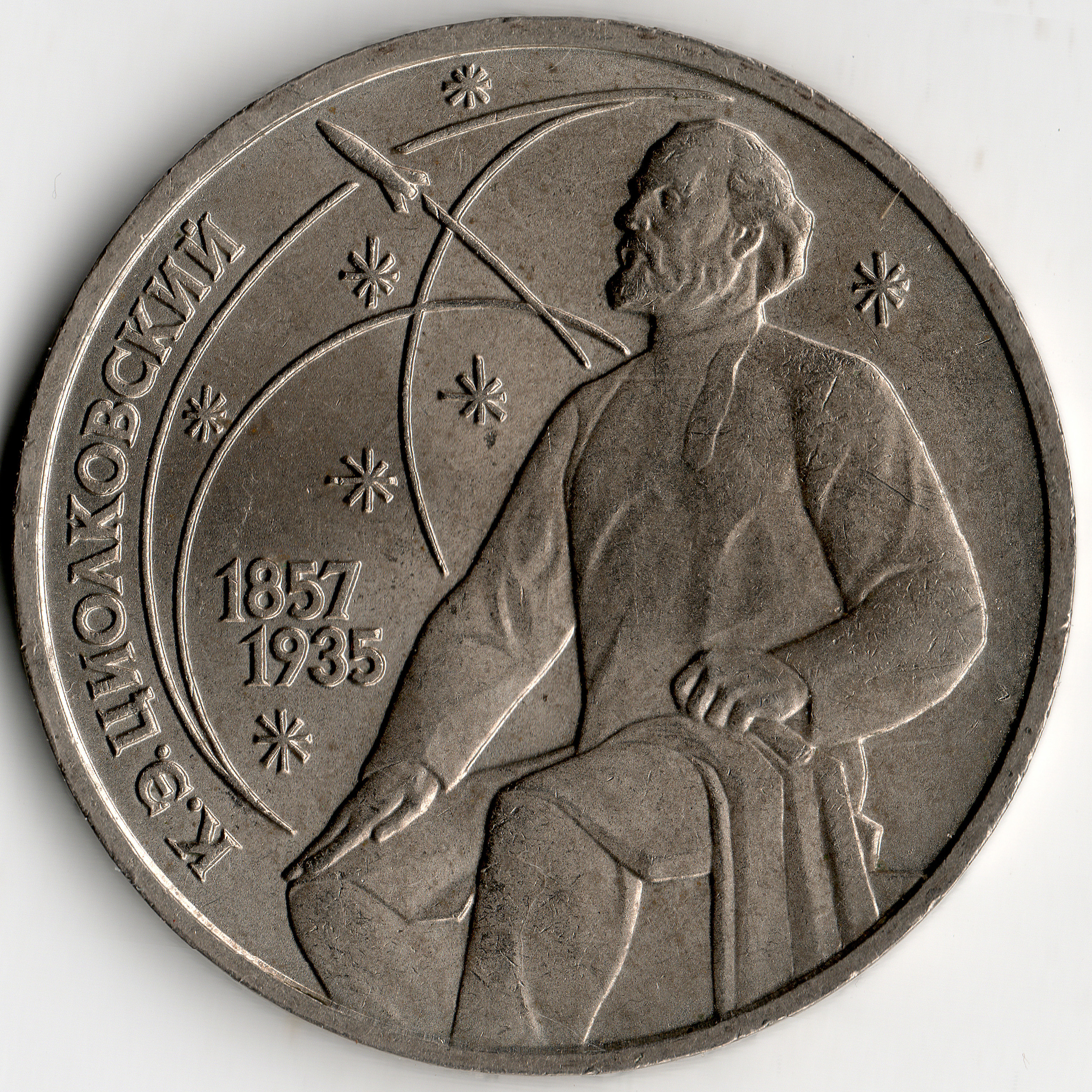
Een Sovjet herdenkingsmunt (diameter 31 mm), geslagen op 17 september 1987, ter ere van de 130ste geboortedag van Tsiolkovski. Op de voorgrond is gedeeltelijk het monument in Moskou zichtbaar, de achtergrond toont een raket, sterren en satellietbanen

In 1876 keerde Tsiolkovski op verzoek van zijn vader terug naar zijn familie. Twee jaar later ging zijn vader met pensioen en in september 1879 betaalden de vele eenzame, in de bibliotheek doorgebrachte, uren van de jonge Tsiolkovski zich uit. Hij slaagde voor een leraarsexamen. Hij ving aan met zijn eerste wetenschappelijke werk, dat als basis diende voor zijn boek Droom van de Aarde en de lucht. De kippen thuis waren de klos: Konstantin bouwde een centrifuge, waarin hij ze onderwierp aan diverse zwaartekrachtniveaus en de gevolgen daarvan op de vogels naging.
Het Ministerie van Onderwijs bood hem in januari 1880 een betrekking aan als leraar rekenen en meetkunde in Borovsk in het gouvernement Kaloega; een klein plaatsje, 113 km ten zuiden van Moskou, met een bevolking van arbeiders die geregeld meningsverschillen op straat met de vuist beslechtte. Bovendien hechtten de inwoners geloof aan hekserij, hetgeen hen tot het lachertje van aangrenzende dorpen maakte.
In augustus 1880 trad Tsiolkovski in het huwelijk met Varvara Sokolova, dochter van een plaatselijke prediker. Gedurende de twaalf jaar dat het paar in Borovsk woonde, huurde het diverse huizen. Een daarvan werd in 1997, op zijn 140-ste geboortedag, een museum. In Borovsk deed Tsiolkovski onderzoek naar de eigenschappen van gassen en maakte zijn eerste ontwerpen voor luchtschepen. Zijn pogingen om die aan het leger te verkopen liepen echter op niets uit. In februari 1892 lonkte promotie naar de provinciale hoofdstad Kaloega, vergeleken met Borovsk een grote stad. Tsiolkovski zou hier tot zijn dood in 1935 blijven wonen. Thuis gold één strikte regel. Een steile trap leidde vanuit de hal naar zijn laboratorium en werkkamer. Als de kamerdeur gesloten was, mochten de kinderen hem onder geen beding storen. Vele kosmonauten bezochten in de loop der jaren het huis. Zij doopten het de "trap naar de ruimte". Tsiolkovski was streng in de omgang met zijn kinderen, naar zijn kleinkinderen toe was hij echter aanzienlijk losser. Het gezin ging door een diep dal in 1902, toen de in 1883 geboren Ignaty zelfmoord pleegde tijdens zijn studie aan de Universiteit van Moskou.
Zijn buren kregen weinig van hem mee en beschouwden hem enigszins als zonderling, die hun kinderen lesgaf. Af en toe zagen ze hem op straat, in zichzelf mompelend. Vanaf 1899 doceerde hij aan de religieuze meisjesschool in Kaloega, waar hij hen begrip voor natuur- en wiskunde trachtte bij te brengen. Veel van zijn leerlingen herinnerden hem als goede docent; hun leraar bezat de gave ook lastigere onderwerpen op een begrijpelijke manier aan te snijden. Naar eigen inschatting gaf Tsiolkovski gedurende zijn loopbaan in totaal 1500 jongens en 1500 meisjes les.
De Russische Revolutie ondervond hij aan den lijve. Hij stond achter de doelen van de revolutie (een betere wereld voor iedereen), maar had niet goed benul van wat er speelde. De Tsjeka kende geen pardon en zette hem gevangen in Loebjanka op beschuldiging van publicaties, gericht tegen de staat. Pas na enkele weken werd hij op voorspraak van een hoge officier in vrijheid gesteld. De bolsjewieken beseften pas na enige tijd, dat Tsiolkovski geen bedreiging vormde. In 1923 werd Tsiolkovski in ere hersteld, nadat Hermann Oberth De raket in interplanetaire ruimte schreef. Het regime portretteerde hem als de werkelijke persoon, die de theorie voor het maken van een ruimtevlucht opstelde. Dit was in de periode na de revolutie gangbare praktijk. Iedere belangrijke uitvinding zou een Rus op zijn conto hebben geschreven, en zo niet dan verdraaide men net zo lang de feiten tot het verhaal klopte. Op zijn oude dag vond Tsiolkovski zo erkenning; zijn werken werden op grote schaal heruitgegeven en de staat kende hem een pensioen toe. Bovendien bood de overheid hem een nieuw huis in Kaloega aan.
In zijn laatste jaren zag men hem geregeld naar het park fietsen, dat tot zijn dood een van zijn favoriete plekken bleef. Hij maakte nog mee, dat Gloesjko, Koroljov en anderen belangrijke vorderingen op raketgebied maakten. Slechts luttele maanden voor zijn dood, in juli 1935, schreef hij: "...eindeloos werk van recente datum heeft mijn pessimistische kijk veranderd: er zijn technieken gevonden die in de komende decennia opmerkelijke resultaten te zien zullen geven...". 
Tsiolkovski overleed in 1935 op 78-jarige leeftijd in Kaloega en heeft na zijn dood met zijn theorieën nog vele raketwetenschappers beïnvloed. De Tsiolkovskikrater op de maan draagt zijn naam.

## Wetenschappelijk werk

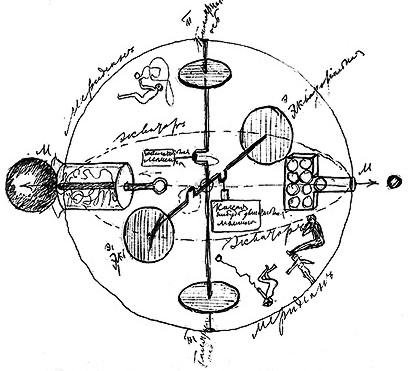
Eerste schets van een ruimteschip door Tsiolkovski

Vanaf 1883 formuleerde hij de principes, waardoor raketten zich volgens hem in het luchtledige verplaatsten. In 1895 publiceerde hij Droom van de Aarde en de lucht, waarin hij voor het eerst het gebruik van kunstmatige satellieten opperde: "...Zo'n kunstmatige aardsatelliet zou zoiets als een maan zijn, maar beslist dichter bij onze planeet - slechts ver genoeg om buiten de aardatmosfeer te blijven, dat wil zeggen: op een afstand van circa 300 werst..." (± 320 km). Droom van de Aarde en de lucht beschrijft de kolonisatie van de ruimte, compleet met mijnontginning op planetoïden en rondcirkelende plantenkassen.

### Raketontwerp 1895
Tsiolkovski kwam in 1895 met een idee om een raket te bouwen die op vloeibare brandstof liep. Hij had nog nooit van het al eerder geopperde soortgelijke idee van zijn Duitse collega Hermann Ganswindt gehoord. Konstantin Tsiolkovski wist echter in tegenstelling tot Ganswindt een gedetailleerd plan te produceren voor de bouw voor zijn raket. Hij was ook de eerste die de link wist te leggen tussen de raketsnelheid, de massa van de raket en de snelheid van het gas in de raketbuis aan het einde van de staart van de raket (de raketvergelijking van Tsiolkovski). Die wordt beschouwd als een van de bouwstenen van de astronautica. Het is dan ook niet verwonderlijk dat Tsiolkovski wordt gezien als de vader van de rakettechniek. Tsiolkovski had de tijdgeest niet mee: de meeste mensen deden rond de eeuwwisseling zijn ideeën af als dagdromerij. Door zijn theorieën en ideeën werd de bouw van een raket die ruimtevaart mogelijk zou maken aanzienlijk versneld.
Zijn eerste schets van een ruimtevaartuig toont een ruimteschip in de vorm van een druppel. De cabine voor de passagiers bevond zich vooraan in de neus. Achter in het toestel waren de brandstoftanks gesitueerd. Tussen de tanks in liep een lange, kegelvormige straalpijp. Als stuwstoffen beval hij een mengsel van vloeibare waterstof en vloeibare zuurstof aan. Tsiolkovski had een vooruitziende blik: de Saturnus V maanraket maakte gebruik van deze stuwstoffen.
Om de raket buiten de atmosfeer te kunnen besturen, stelde hij een kantelbare uitlaat of roervlakken in de uitlaat voor. Bovendien zocht hij naar manieren om de toevoer van stuwstoffen naar de verbrandingskamer af te regelen met behulp van mengkleppen. Als mogelijke oplossing voor afdoende koeling van verbrandingskamer en uitlaat noemde hij een dubbelwandige mantel er omheen, waardoor een van de stuwstoffen werd geleid om de temperatuur binnen de perken te houden. Ook belichtte hij het gebruik van andere brandstoffen, zoals alcohol, benzine, kerosine en methaan.
Daarnaast had hij oog voor de grote versnelling waaraan de bemanning blootstond. Als oplossing lag de bemanning achterover, met hun rug tegen de motor. Verder opperde hij de mogelijkheid, de bemanning onder te dompelen in een vloeistof met dezelfde dichtheid als het menselijk lichaam.
De leefomstandigheden aan boord ontsnapten evenmin aan zijn aandacht. De raket moest beschikken over een dubbele wand, die de bemanning tegen meteorieten beschermde. De dubbele wand fungeerde tegelijkertijd als isolatie tegen extreme hitte en koude. De drukcabine tapte zuurstof af van de tanks met vloeibare zuurstof, die moest worden uitgerust met uitrusting voor het absorberen van CO2 en hinderlijke geuren. Tevens rustte hij de cabine uit met een luchtsluis; bemanningsleden in ruimtepak bleven middels een ketting met de raket verbonden. Verder stelde Tsiolkovski voor, het ruimtevaartuig om zijn as te laten draaien ter stabilisatie. Daarnaast werkte hij het idee van meertrapsraketten uit. Hij noemde ze "rakettreinen" en stelde voor om op te stijgen vanaf een helling, die hij "lanceerberg" noemde. In zijn optiek waren meertrapsraketten, die tijdens de vlucht hun lege trappen afwerpen, de enige praktische manier om de ontsnappingssnelheid te bereiken. Overtuigd als hij was van de mogelijkheid om een capsule in een baan om de Aarde te laten cirkelen, berekende hij de ideale hoeveelheid brandstof voor iedere trap.
Toentertijd was Tsiolkovski de stellige mening toegedaan, dat het bereiken van een aardbaan technisch mogelijk was, getuige zijn opmerking: "...Wanneer er een snelheid van 8 km/sec is bereikt heft de centrifugale kracht de zwaartekracht op, en na een vlucht die zo lang duurt als er zuurstof en voedsel aan boord zijn, spiraalt de raket terug naar de Aarde, zichzelf afremmend tegen de lucht en omlaagglijdend zonder explosies...".

### Andere feiten

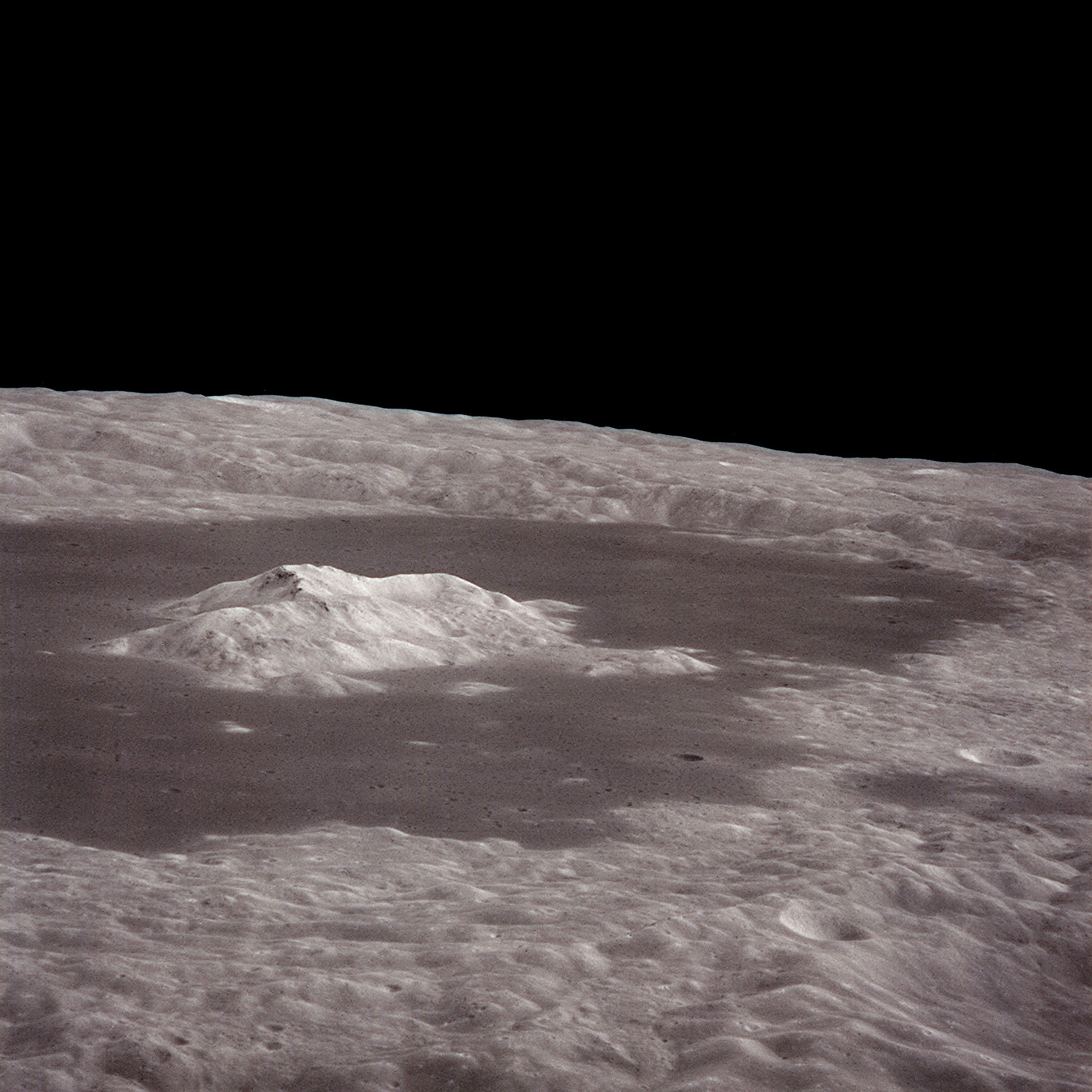
Tsiolkovski-krater, gefotografeerd door Apollo 15

Daar moest het niet bij blijven. Hij droomde van ruimtestations, opgebouwd uit delen die in opgevouwen toestand werden gelanceerd, uitgeklapt en aan elkaar gekoppeld. De wiskundedocent uit de 19e eeuw bewees zijn vooruitziende blik. Tsiolkovski voorzag ruimtestations, die zuurstof en voedsel betrokken van in het station aanwezige vegetatie.
Vanaf 1896 verrichtte hij onderzoek naar voortstuwing door straalmotoren. In 1903 publiceerde Nuachnoe Obozrenie (Wetenschappelijke Recensie) een artikel van zijn hand met als titel Exploratie van het heelal met reactievoertuigen. Heden ten dage wordt dit artikel en diverse daarop volgende (1911, 1912 en 1914) algemeen beschouwd als de eerste deugdelijke, wetenschappelijk onderbouwde voorstellen voor het gebruik van raketten om de ruimte te verkennen. Decennia later verbaasden lezers zich nog steeds over de gedetailleerdheid van Tsiolkovski's beschrijving van het ruimteschip.
In 1903 publiceerde hij een selectie hoofdstukken uit zijn boek Exploratie van het heelal met reactievoertuigen. Hierin werkte hij zijn theorie voor het maken van raketvluchten uit en somde de mogelijkheden voor het maken van ruimtevluchten op. Hij was niet de eerste die ruimtevluchten wilde verwezenlijken. In tegenstelling tot anderen beschikte Tsiolkovski echter over voldoende verstand van zaken om zijn technische ideeën op  praktisch uitvoerbare wijze te presenteren. Een van zijn belangrijkste aanbevelingen was om te schakelen naar raketten op vloeibare brandstof. Die zouden efficiënter in gebruik zijn en eenvoudiger te controleren na ontbranding (een vaste-brandstofraket is na ontsteking niet meer uit te schakelen).
In 1926 publiceerde Tsiolkovski een 16-stappen programma voor de mensheid, om zich elders in het heelal te vestigen als de zon uitdoofde. Hij beschreef hierin vliegtuigen met raketaandrijving, het gebruik van planten voor klimaatbeheersing aan boord en het benutten van zonnestraling voor energie en om voedsel te verbouwen. Hij voorzag tevens het gebruik van ruimtepakken om het ruimtevaartuig te verlaten en de bouw van grotere ruimtestations. Volgens hem zou de mensheid eerst de planetoïdengordel koloniseren, daarna het zonnestelsel en vervolgens de rest van het heelal.
Drie jaar later volgde De ruimterakettreinen, waarin hij zijn eerdere ideeën betreffende meertrapsraketten uitdiepte. Zijn berekeningen toonden aan, dat de nuttige lading van meertrapsraketten eindeloos kon worden versneld bij gebruikmaking van afwerpbare trappen.
Van grafiet gemaakte roeren zouden de raket aansturen, cryogene brandstoffen koelden verbrandingskamer en uitlaat. Pompen vervoerden de brandstof van de tanks naar de verbrandingskamer.
In 1930 gaf hij een lezing met als titel Het straalvliegtuig. Hij besprak de voor- en nadelen van propeller- en  raketvliegtuigen tijdens vluchten op hoge snelheid in de bovenste atmosfeerlagen en merkte op: "...Het tijdperk van de propellervliegtuigen moet worden gevolgd door dat van de straalvliegtuigen of stratosfeervliegtuigen...". Ook met deze uitspraak haalde de man uit Kaloega jaren later zijn gelijk.

## Uitspraken
- "De aarde is de wieg van de mens, maar de mens kan niet zijn hele leven in de wieg blijven wonen".
- "De mens moet het zonnestelsel koloniseren wil hij overleven".